# Паровоз-памятник (Орёл)
Парово́з-памятник — установлен у входа в локомотивное депо железнодорожной станции Орёл.

## Описание
В 1868 году была построена железнодорожная линия Серпухов — Тула — Орёл — Курск. В том же году, для обслуживания и ремонта подвижного состава, в Орле построили локомотивное депо. Находясь на пересечении нескольких железных дорог, Орёл превратился в крупный железнодорожный узел.
В ознаменование 120-летия Орловского локомотивного депо 15 августа 1988 года у входа в него установили памятник-паровоз серии Ов.4775 («Овечка») — самому массовому локомотиву дореволюционной России, 1898 года выпуска.